# زاووکی (استان پودلاسکی)
زاووکی (به لهستانی:  Załuki) یک روستا در لهستان است که در گمینا گرودک واقع شده‌است. زاووکی ۲۱۰ نفر جمعیت دارد.